# Aleksandr Dityatin
Alexander Nikolaievich Dityatin, em russo:  Александр Николаевич Дитятин, (Leningrado, 7 de agosto de 1957) é um ex-ginasta russo, três vezes campeão olímpico, e um Mestre Honrado dos Esportes da URSS. 
Dityatin é o detentor de dez medalhas olímpicas, doze conquistas mundiais e seis europeias. Destas, alcança um total de 28 medalhas de ouro
.
Ao conquistar oito medalhas em oito disputáveis, durante os Jogos de Moscou, Dityatin atingiu o recorde de maior número de medalhas, igualado pelo nadador norte-americano Michael Phelps, nos Jogos de Atenas e de Pequim. É de Alexander também a primeira nota dez dada a um ginasta masculino em uma competição olímpica.

## Carreira
Dityatin fez sua estreia, pela Sociedade Esportiva Dynamo, no Campeonato Nacional Soviético Júnior, em 1972, saindo-se vitorioso do concurso geral. Sua estreia na categoria sênior deu-se três anos mais tarde, com a realização do Nacional. Nele, o ginasta fora o medalhista de ouro no individual geral e no cavalo com alças. Além, conquistou duas pratas nas provas das barras. Internacionalmente, o atleta participou de seu primeiro compromisso continental - o Campeonato Europeu de Skien -, no qual conquistou três medalhas individuais: bronze no all around e nas argolas e prata nas barras paralelas.
O primeiro sucesso olímpico de Alexander deu-se no ano seguinte, nos Jogos Olímpicos de Montreal, no qual conquistou duas medalhas de prata – nas argolas e na competição por equipes. Anteriormente, venceu a prova do cavalo com alças, no Nacional Soviético. Em 1977, foi o segundo colocado na prova do salto dos Jogos Universitários. Um ano mais tarde, disputou o Mundial de Estrasburgo - o primeiro da carreira - do qual despediu-se com quatro medalhas: prata por equipes e nas argolas e bronze no individual geral e nos exercícios de solo. Em 1979, conquistou o ouro do concurso geral e nas argolas, no Campeonato Nacional, além de outras cinco medalhas, uma para cada evento disputado. Internacionalmente, o ginasta participou do Campeonato Europeu e do Mundial de Ft. Worth. No Europeu, somou às conquistas mais três medalhas - ouro no cavalo com alças e nas argolas e prata nas barras paralelas - e no Mundial, mais cinco - ouro por equipes, no individual geral, no salto e nas argolas, e bronze na barra fixa.
De todas as campanhas do atleta em competições internacionais, os Jogos Olímpicos de Moscou marcaram sua carreira. Agora aos 23 anos, o ginasta, disputando as provas "em casa", conquistou oito medalhas em oito eventos. Além, tornou-se o único ginasta a atingir tal feito, em número de medalhas - igualado pelo nadador Michael Phelps apenas em 2004, nas Olimpíadas de Atenas - e o primeiro a conquistar um dez olímpico, no salto, quatro anos após Nadia Comaneci entre as mulheres, nas barras assimétricas. Em 1981, no Mundial de Moscou, mais uma vez em território nacional, o ginasta atingiu três primeiros lugares - equipe, argolas e barras paralelas. Após essas novas vitórias, Dityatin encerrou a carreira dois anos mais tarde, não tendo mais participado de competições importantes até então.
Dityatin graduou-se no Instituto Lesgaft de Leninegrado, em Educação Física. Foi-lhe concedida a Ordem de Honra (1976) e a Ordem de Lenin (1980), por proteger a fronteira do estado. Desde 1995 trabalha como o inspector-chefe do ponto de verificação do Aeroporto de Pulkovo (Pulkovo-2 OKPP) e é um agente aduaneiro do Serviço Russo de Fronteira. Em 2004, Dityatin fora inserido no International Gymnastics Hall of Fame.

## Principais resultados
| Ano  | Evento                                    | AA                | Equipe           | Solo              | Cavalo com alças | Argolas           | Salto sobre o cavalo | Barras paralelas | Barra fixa        |
| ---- | ----------------------------------------- | ----------------- | ---------------- | ----------------- | ---------------- | ----------------- | -------------------- | ---------------- | ----------------- |
| 1975 | Campeonato Europeu                        | Medalha de bronze |                  |                   |                  | Medalha de bronze |                      | Medalha de prata |                   |
| 1975 | Copa do Mundo                             | Medalha de bronze |                  |                   |                  |                   |                      |                  |                   |
| 1975 | Campeonato Nacional Soviético             | Medalha de ouro   |                  |                   | Medalha de ouro  |                   |                      | Medalha de prata | Medalha de prata  |
| 1975 | Copa Soviética                            | Medalha de ouro   |                  |                   |                  |                   |                      |                  |                   |
| 1976 | Campeonato Nacional Soviético             |                   |                  |                   | Medalha de ouro  | Medalha de bronze |                      |                  |                   |
| 1976 | Copa Soviética                            | Medalha de bronze |                  |                   |                  |                   |                      |                  |                   |
| 1976 | Jogos Olímpicos                           |                   | Medalha de prata |                   |                  | Medalha de prata  |                      |                  |                   |
| 1977 | Campeonato Nacional Soviético             |                   |                  |                   |                  |                   | Medalha de bronze    | Medalha de prata |                   |
| 1977 | Copa Soviética                            | Medalha de bronze |                  |                   |                  |                   |                      |                  |                   |
| 1978 | Campeonato Mundial de Ginástica Artística | Medalha de bronze | Medalha de prata | Medalha de bronze |                  | Medalha de prata  |                      |                  |                   |
| 1978 | Copa do Mundo                             | Medalha de ouro   |                  | Medalha de bronze | Medalha de prata | Medalha de ouro   | Medalha de bronze    |                  | Medalha de bronze |
| 1978 | Campeonato Nacional Soviético             |                   |                  |                   |                  | Medalha de ouro   |                      | Medalha de prata | Medalha de bronze |
| 1979 | Campeonato Mundial de Ginástica Artística | Medalha de ouro   | Medalha de ouro  |                   |                  | Medalha de ouro   | Medalha de ouro      |                  | Medalha de bronze |
| 1979 | Copa do Mundo                             | Medalha de ouro   |                  |                   |                  | Medalha de ouro   | Medalha de prata     | Medalha de prata | Medalha de prata  |
| 1979 | Campeonato Europeu                        |                   |                  |                   | Medalha de ouro  | Medalha de ouro   |                      | Medalha de prata |                   |
| 1979 | Campeonato Nacional Soviético             | Medalha de ouro   |                  | Medalha de bronze | Medalha de prata | Medalha de ouro   | Medalha de prata     | Medalha de prata | Medalha de bronze |
| 1980 | Copa Soviética                            | Medalha de ouro   |                  |                   |                  |                   |                      |                  |                   |
| 1980 | Jogos Olímpicos                           | Medalha de ouro   | Medalha de ouro  | Medalha de bronze | Medalha de prata | Medalha de ouro   | Medalha de prata     | Medalha de prata | Medalha de prata  |
| 1981 | Campeonato Mundial de Ginástica Artística |                   | Medalha de ouro  |                   |                  | Medalha de ouro   |                      | Medalha de ouro  |                   |